# Genever

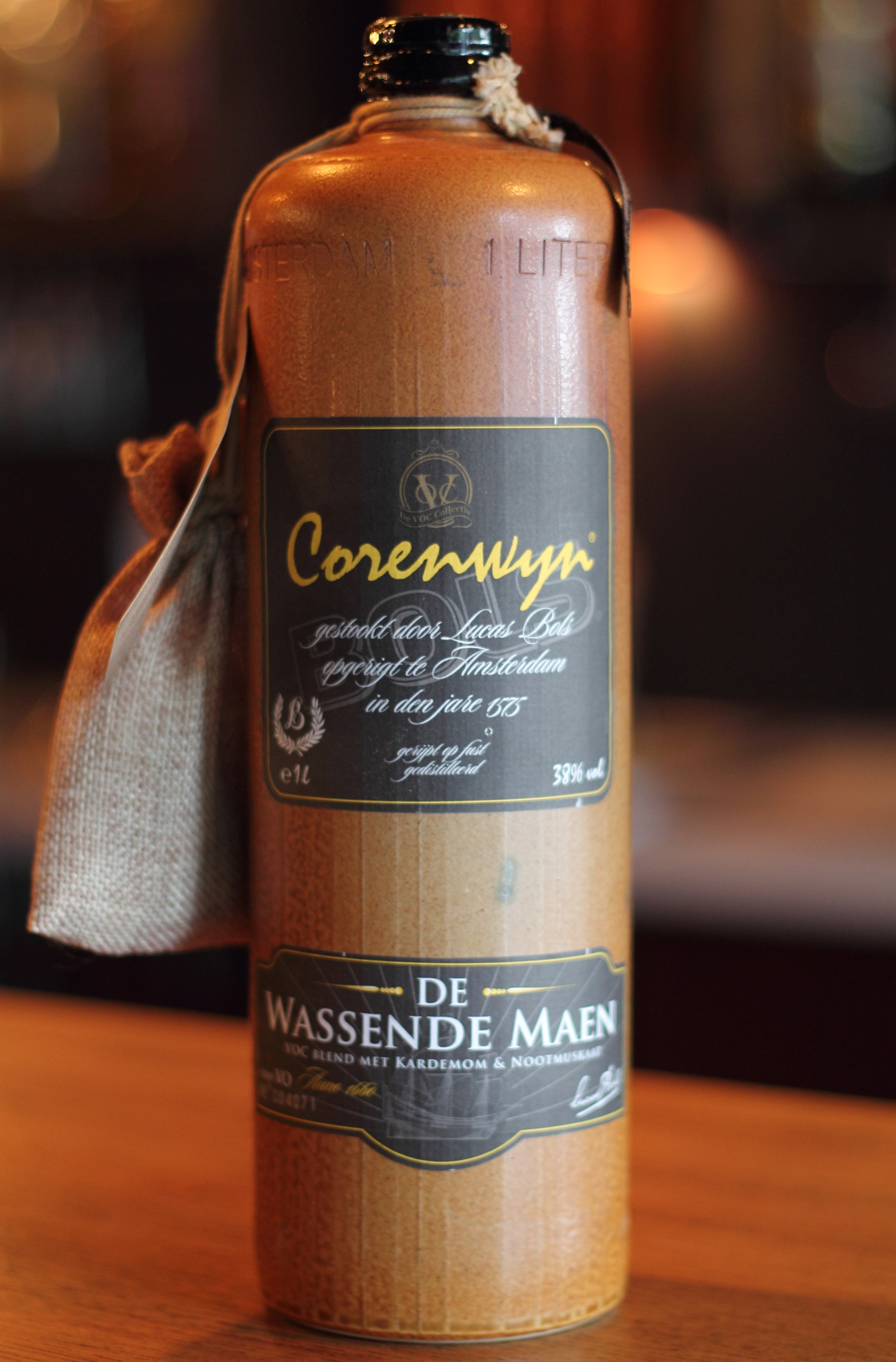
Genever von Bols

Genever (jəˈneːvər) bzw. Jenever ist ein Wacholderschnaps niederländischer bzw. belgischer Herkunft mit mindestens 35 % vol. Alkoholgehalt. Er ist ein bis heute in traditioneller Rezeptur weiter gepflegter Vorläufer des Gin. Vor allem die Städte Schiedam in den Niederlanden und Hasselt in Belgien sind bekannt für die Herstellung dieses Destillats. Der Name leitet sich vom niederländischen (jeneverbes) bzw. französischen (genévrier oder genièvre) Begriff für Wacholder ab.

## Herstellung
Die Herstellung erfolgt meistens aus Gersten- oder Roggenmalz. Zur Aromatisierung wird Wacholder, teilweise werden auch Kümmel, Anis und Koriander hinzugefügt. Ursprünglich wollte man damit auch den durch die damals noch unzureichende Destillationstechnik bedingten Fuselgeschmack überdecken. Lucas Bols brannte ab 1575 auf der Basis der in seiner Stadt umgeschlagenen Gewürze einige Spirituosen in seiner Destillerie am Stadtrand von Amsterdam. Ein bedeutender Hersteller von Genever war Wynand Fockink. In Ostfriesland wird der Ostfriesische Korngenever hergestellt.

## Geschichte
Als Erfinder des Genevers wird in zahlreichen Quellen der im 17. Jahrhundert lebende holländische Arzt und Naturwissenschaftler Franciscus Sylvius genannt. Es ist jedoch historisch belegt, dass der Genever bereits im späten 16. Jahrhundert ein weit verbreitetes Gesellschaftsgetränk unter eben diesem Namen war.

## Bezeichnungen
- Schiedamse Genever
- Holland-Gin
- Friesche Genever
- Graanjenever
- Hollandse Genever
- Oude Genever
- Jonge Genever
- Ostfriesischer Korngenever

## Trinkjargon: Pikketanussie und Co
Im Amsterdamer Kneipenjargon wird kein Genever, sondern ein Borrel (mittelalterliches Wort für Getränk), Hassebassie, Keiltje, Neutje, Pikketanussie (Wortherkunft unklar) oder Slokkie bestellt. Auch die Redewendung Recht op en neer (dt.: Geradeaus auf und ab)  wird verwendet. Ist das Geneverglas korrekt bis zum Rand voll geschenkt, spricht der Amsterdamer von einem Kamelenrug (dt.: Kamelrücken). Wenn das Getränk auf diese Weise richtig eingeschenkt war, bildete der Gin eine abgerundete Spitze auf dem Schnapsglas. Dieser hydrostatische Meniskus wurde als „Over 't IJ kijkertje“ bezeichnet, nach der Redewendung Over 't IJ kijkertje - jenevertje met een kop erop, bukken en afdrinken (in Deutsch etwa: Übervolles Glas, mit dem Kopf drüber, bücken und abtrinken).
Wird Genever zusammen mit einem Bier bestellt, gibt es als Herrengedeck einen Kopstoot (dt.: Kopfstoß) oder ein Stelletje (dt.: Bündel).
Eines der bekannteren Lieder des niederländischen Komponisten Harry de Groot und Sänger und Texter Johnny Jordaan Een Pikketanussie von 1968, hielt sich 9 Wochen in den niederländischen Charts.

„Een pikketanussie gaat er altijd in, Een pikketanussie maakt je blij van zin, Ik heb geen trek in zo'n Franse Pernod, Dat witte spul krijg je van mij cadeau, En ook die Deense Aquavit, die drink ik van m'n leven niet, In plaats van Wodka, of English Gin, Een pikketanussie...“

„Ein Genever geht immer rein. Ein Genever macht glücklich. Ich habe keine Lust auf einen französischen Pernod. Ich werde dir das weiße Zeug schenken. Und auch diesen dänischen Aquavit, den werde ich in meinem Leben nicht mehr trinken. Anstelle von Wodka oder englischem Gin. Ein Genever...“

## EU-Recht
Der Genever war Gegenstand einer Entscheidung des Europäischen Gerichtshofes, in der dieser feststellte, dass die Anwendung nationaler Regelungen, die einen Mindestalkoholgehalt für die Verwendung von Gattungsbezeichnungen wie Genever vorschreiben, auf Ware aus Ursprungsstaaten der EU, in denen abweichende Regelungen gelten, mit EU-Recht unvereinbar sei, solange die sachgerechte Information des Käufers gewährleistet sei, das  heißt solange der Käufer beziehungsweise der Verbraucher als hinreichend über den (gegebenenfalls unterschiedlichen) Alkoholgehalt des jeweiligen Produktes informiert gelten könne.

## Liköre
Genever wird in den Niederlanden und Flandern als Grundlage für verschiedene Liköre verwendet. Bekannt sind:
- Citroenjenever, Citroentje – ein Aufgesetzter, hergestellt mit Zucker und Zitronenschalen, vergleichbar mit Limoncello
- Bessen, Bessenjenever – Genever, vermischt mit Saft verschiedener Beeren (Bessen ist die niederländische Bezeichnung für Beeren)
- Creamjenever – Mischung von Jenever, Sahne und aromatischen Zutaten, wie z. B. Schokolade, Kokos oder Früchten
- Fladderak – ähnlich wie Citroenjenever, mit Zimt und anderen Gewürzen (früher häufig in Groningen und Drenthe getrunken)